# Mateo Olier
Matheo Olier (1697-1771) fue un noble español, Ayudante mayor de Buenos Aires. Sirvió también en España en el regimiento de Cantabria.

## Biografía
Nació en Sigüenza, siendo sus padres Sebastián de Olier y Valenciana Cabreriza. Casó con María Nicolasa García de la Huerta, de familia noble. Perteneció a la Orden Betlemita. En 1747, inició su proceso de ingreso a la Tercera Orden de San Francisco. Olier y su esposa fueron padres de Mariano Olier, sacerdote Catedral de Buenos Aires.
En 1750 lideró las persecuciones contra barcos portugueses, contrabandistas en el Delta del Paraná.